# Emalia żłobkowa
Emalia żłobkowa a. rowkowa a. champlevé (fr. wzniesione pole) - technika emaliarska, w której barwna emalia, zwykle nieprzezroczysta, wypełnia przestrzeń wgłębienia wybranego dłutem bądź trybowanego w grubej płytce z metalu (najczęściej mosiądzu, srebra, złota). Ścianki wgłębień tworzą rysunek przewidzianej kompozycji dekoracyjnej. Odpowiednia gęstość masy emalii pozwala umieścić w jednym wgłębieniu pastę o kilku tonach barwnych. Aby urozmaicić i wzbogacić całość, zestawiano często powierzchnie emaliowane z partiami pozostawionymi w metalu (rezerważ), przy czym rozwiązywano tę sprawę na dwa sposoby: stosowano bądź dużo mosiężnego, złoconego tła, a postaci ludzkie emaliowano, bądź przeciwnie, i wówczas szczegóły ornamentacyjne na emaliowanym tle pozostawiano w metalu. Technika ta cieszyła się dużą popularnością w Europie i rozwinęła się zwłaszcza w XII-XIII w. Wielkim ośrodkiem produkcji przedmiotów nią zdobionych było Limoges.